# Текланика
Текланика (англ. Teklanika River) — река в центральной части штата Аляска, США. Приток реки Ненана, которая в свою очередь является притоком крупной реки Танана (бассейн реки Юкон). В административном отношении протекает по территории боро Денали и зоны переписи населения Юкон-Коюкук.
Берёт начало из талых вод ледника Кантуэл в Аляскинском хребте и течёт по территории национального парка Денали. Единственная дорога парка пересекает реку на 31-й миле. Спускаясь с Аляскинского хребта, река разделяется на несколько рукавов, которые вновь соединяются вместе при прохождении её через хребет Примроуз, снова разделяются на территории, где Текланика течёт через долину Стемпид-Трейл, соединяются вместе при прохождении через хребет Текла и в нижнем течении река снова меандрирует, образуя множество стариц. Впадает в реку Ненана в 16 км к юго-западу от города Ненана. Длина реки составляет 145 км. 